# Слівіни (Свентокшиське воєводство)
Слівіни (пол. Śliwiny) — село в Польщі, у гміні Стравчин Келецького повіту Свентокшиського воєводства.
У 1975-1998 роках село належало до Келецького воєводства.